# Hamazi
Hamazi o Khamazi (sumero: Ḫa-ma-ziki) era un antico regno o Città-Stato che raggiunse il suo apice attorno al 2500-2400 a.C. La sua esatta locazione è sconosciuta, si crede che si trovasse nella parte occidentale dei Monti Zagros, approssimativamente tra l'Elam e l'Assiria, forse vicino a Nuzi o alla moderna Hamadan.

## Descrizione
Hamazi fu portata la prima volta all'attenzione degli archeologi con la scoperta di un vaso che riportava un'iscrizione in uno stile cuneiforme arcaico che commemorava la vittoria in quel luogo di Utug (o Uhub), un antico re di Kish. Ciò portò Laurence Waddell nel 1929 ad ipotizzare che si trattasse di Karkemiš in Siria. Oggi si crede che si trovasse nei pressi del fiume Diyala.
Uno dei primi riferimenti all'esistenza di Hamazi si trova nell'epica Enmerkar e il signore di Aratta, in cui Enmerkar prega Enki per la fusione dei linguaggi dei vari luoghi abitati, al tempo della costruzione degli Ziqqurat di Eridu e Uruk. Hamazi è la sola terra citata in questa preghiera con l'epiteto di "multilingua". Il testo Enmerkar e Enshuhgirana cita il mago di Hamazi, Urgirinuna, che si spostò ad Aratta dopo che Hamazi "venne distrutta"; fu in seguito inviato dal sovrano di Aratta in una fallimentare missione che avrebbe dovuto sottomettere Enmerkar.
Secondo la lista reale sumerica, re Hadanish di Hamazi prese il comando dei Sumeri dopo aver sconfitto Kish, ma fu a sua volta sconfitto da Enshakushanna di Uruk. 
Una tavoletta in argilla trovata negli archivi di Ebla, in Siria, riporta una copia di un messaggio diplomatico spedito da re Irkab-Damu di Ebla a re Zizi di Hamazi, assieme ad una grossa quantità di legna, salutandolo come un fratello e chiedendogli di inviare mercenari in cambio. 
Hamazi fu una delle province di Ur durante il regno di Amar-Sin nel rinascimento sumero. Durante questo regno furono nominati due governatori o ensi, Lu-nanna figlio di Namhani e Ur-Ishkur. Attorno al 2010 a.C. la provincia fu occupata e saccheggiata da Ishbi-Erra di Isin, mentre la terza dinastia di Ur stava collassando.